# 安否確認システム
安否確認システム（あんぴかくにんシステム)とは、災害時に家族や知人、また企業であれば社員の安否状況を確認するためのシステム、およびそのソフトウェアのことである。

## 概要
古いものでは、1995年に起きた阪神・淡路大震災をきっかけに開発され始めたものもある。基本的にはメールで通知するサービスが多く、受け取った利用者が自身の安否状況を報告するものである。
巨大な震災が起きた際に管理者が人力で送信する方法では、休日や夜間の対応が難しいとの観点から地震に連動して自動的に通知を送るものが主流となっている。
東日本大震災発生時には、Googleが「Google Person Finder （消息情報） 2011 日本地震」を開設したり、携帯電話各社が災害用伝言板を開設するなどした。ただし、これらは個人向けのシステムで、震災時に自動的に通知が来るといった類のものではない。
東日本大震災時のパニックを経験した東京都では、平成25年4月から事業者に対して「従業員の一斉帰宅の抑制」や「従業員との連絡手段など事前準備」等を求める条例を施行した。

## 安否確認システムの機能
以下に安否確認システムの、代表的な機能を示す。
発災に連動した自動送信
災害発生に連動して、安否確認メールを送信する。主に地震に対応したシステムが多いが、特別警報や津波に対応したシステムもある。
安否確認の通知方法
電話が繋がりにくくなることから、メールで回答用のURLを通知するのが代表的。その他に、スマートフォンアプリ等への通知手段を用意しているシステムがある。
安否状況の回答方法
メールなどで受け取った通知からアクセスして、設問に回答するシステムが多い。ID・パスワードの入力が不要なものが一般的。
回答状況の自動集計
利用者が回答した内容が自動的に集計される。リアルタイムで更新されていくシステムが多く、中には部署別や地域別で表示できるシステムもある。
対策指示機能（BCP機能）
災害時は電話やメールでの連絡が取りづらくなることから、情報共有のための全体掲示板や、対策の議論に必要な個別メッセージ機能を備えているシステムもある。